# Трудова миграция
Трудовата миграция е преселване на хора, в търсене на по-високо заплащане и по-добри условия на труд. Тя може да бъде вътрешна (национална), в рамките на една държава и външна (международна), между различните държави. Международната трудова миграция е един от каналите, за осъществяване на съвременната глобализация. Миграционните процеси са известни и обичайни, от дълбока древност. Международната трудова миграция, мотивирана от икономически фактори, обаче, е сравнително ново явление, което възниква, в началото на 19 век.
Международната трудова миграция се характеризира със следните особености:
- тя не е самостоятелно явление, а част от глобалните процеси на международна миграция въобще;
- освен икономическите мотиви, има редица социални, политически, исторически, психологически и културни аспекти;
- не е така динамична и гъвкава, както капиталовата миграция. Последиците от трудовата миграция имат еволюционен характер и се проявяват отдалечено, във времето, като за сметка на това, са значително по-устойчиви.